# Tireotossicosi
La tireotossicosi è una condizione in cui vi è un eccesso di ormoni tiroidei nell'organismo.

## Tipologia
Se la tireotossicosi è dovuta a un reale aumento di funzione della ghiandola tiroide, allora si parla di ipertiroidismo, e in questo caso vi sarà un'aumentata captazione del radioiodio da parte della ghiandola tiroidea, ben osservabile mediante il test standard della captazione del radioiodio (detto RAIU). Le due forme più frequenti di ipertiroidismo sono la malattia di Basedow (detta anche malattia di Graves nella letteratura anglosassone), e il gozzo nodulare tossico (uninodulare o multinodulare).
Viceversa, se l'aumento degli ormoni tiroidei non è dovuto a un'aumentata funzionalità della tiroide, la captazione del radioiodio è bassa, e si parla di tireotossicosi senza ipertiroidismo. Questo può avvenire, per esempio, nel caso di assunzione di dosi eccessive di ormoni tiroidei (la cosiddetta tireotossicosi factitia), oppure quando vi è semplicemente un aumentato rilascio di ormoni da cellule tiroidee danneggiate, come si può osservare in diverse forme di tiroidite.
Nella maggior parte delle forme di tireotossicosi, il valore di ormone tireostimolante (TSH) è basso, in quanto l'eccesso di ormoni tiroidei in circolo inibisce il normale rilascio del TSH da parte della ghiandola ipofisi (la quale a sua volta è il principale regolatore, in condizioni fisiologiche della secrezione ormonale tiroidea). Fa eccezione l'ipertiroidismo centrale, o secondario, condizione molto rara dovuta spesso a un adenoma ipofisario che secerne un eccesso di TSH, il che stimola la tiroide a produrre eccessive quantità di ormoni tiroidei.

## Clinica
Questo si associa a una serie di sintomi e segni, fra i quali:
- tachicardia
- intolleranza al caldo
- sudorazione
- aumento dell'appetito, con peso stabile o in diminuzione
- diarrea o aumento della frequenza di evacuazione
- lieve aumento della temperatura corporea
- nervosismo, ansietà (nella maggior parte dei casi questi NON sono dovuti a tireotossicosi)
- retrazione palpebrale
- tremori
- astenia